# 富興
富興，是臺灣新竹縣峨眉鄉的一個傳統地域名稱，位於該鄉西北部。相較於今日行政區，其範圍大致包括石井村西南部洽坑以西部分、富興村、湖光村西部峨眉溪以西部分。
本地區除西南部峨眉溪沿岸地帶外，其餘皆屬峨眉溪北岸支流石井溪流域範圍。

## 歷史
台灣清治末期至日治初期，富興地區為一街庄，稱為「富興庄」，隸屬於竹北一堡。該庄北與寶斗仁庄、新城庄、鷄油凸庄為鄰，東邊北段與石井庄為鄰，東邊南段及南部凸出部分東側以峨眉溪與赤柯坪庄、十二藔庄為界，南部凸出部分南側以峨眉溪及一小段陸地與銅鑼圈庄為界，南部凸出部分西側及西邊為珊珠湖庄。
1901年（日治明治三十四年）11月，全台廢縣廳改設二十廳，該庄隸屬於新竹廳。1909年（明治四十二年）10月，合併二十廳為十二廳，該庄隸屬不變。1920年（大正九年），廢十二廳改設五州二廳，該庄改制為「富興」大字，隸屬於新竹州竹東郡峨眉庄，大字下有「富興」、「水流東」、「西河排」小字名。
戰後峨眉庄改制為峨眉鄉，隸屬於新竹縣，大字亦改制為村。1950年桃、竹、苗分治，峨眉鄉隸屬不變。

## 交通
省道台3線俗稱「內山公路」，是台北至屏東的內陸縱貫幹道，大致以橫向轉東北—西南走向蜿蜒經過富興地區中部，向東經峨眉市區南郊轉東北可前往北埔、下公館、橫山、關西等地，向西南轉南可前往三灣、獅潭、大湖等地。
鄉道竹43線是雙溪至富興的道路，其南側端點位於本地區中部偏西南的省道台3線路口。由此往東南大致以逆時針方向蜿蜒繞行240度弧形，並於本地區中部偏東再次經過省道台3線交會口後不久轉向東北行，出境後可前往三峰、鷄油凸、雙溪並止於鄉道竹82線。

## 學校
- 富興國小